# Nicolaus II. von Carlowitz

Wappen. Nicolaus II. von Carlowitz

Nicolaus II. von Carlowitz (* in Zuschendorf; † 17. April 1555 in Stolpen) war von 1550 bis 1555 Bischof von Meißen.
Nicolaus II. stammte aus der Familie von Carlowitz. Er wurde auf dem Familienstammsitz in Zuschendorf geboren, der seinem Vater Ewald von Carlowitz gehörte. Sein Cousin Georg war herzoglicher Rat. Nicolaus II. wurde in der Kirche von Stolpen bestattet, sein Grabmal wurde bei einem Brand zerstört.